# Озёрный (памятник природы)
Озёрный — особо охраняемая природная территория, являющаяся памятником природы регионального значения и находящаяся в Ярковском районе Тюменской области, севернее деревни Агапья. Площадь 2822,03 га. Памятник природы включает в себя озёра Большой Сеинкуль, Большое Тонкое, Большой Суглукуль, четыре более мелких озера, а также прилегающую лесную и болотную территорию.

## Описание границ
Территория памятника природы занимает 162—164, 184—187, 204—207 лесоустроительные кварталы, а также 14 и 15 выделы квартала 166, 32 выдел квартала 167, 1 выдел квартала 188, 1 и 3 выделы квартала 189, 1 выдел квартала 190 Варваринского лесничества Ярковского лесхоза (лесоустройство 2002—2003 годов).
Северная граница. Начинается в точке 1 в северо-западном углу квартала 162 и идет на восток по северным сторонам кварталов 162—164 до северо-восточного угла квартала 164, затем поворачивает на юг и идет по восточной стороне квартала 164 до его юго-восточного угла. Далее поворачивает на восток и продолжается по северной стороне кварталов 186 и 187 до выдела 15 квартала 166, далее проходит по западной, северной и северо-восточной сторонам выдела 14 квартала 166, затем — по северной стороне выдела 15 квартала 166 и северной и северо-восточной стороне выдела 32 квартала 167. Заканчивается в точке 2.
Восточная граница. Начинается в точке 2 и идет по юго-восточной стороне выдела 32 квартала 167, затем по южной стороне выдела 1 квартала 190, выделов 3 и 1 квартала 189, юго-восточной стороне выдела 1 квартала 188 и выходит на восточную сторону квартала 187. Далее поворачивает на юг и идет по восточной стороне кварталов 187 и 207 до юго-восточного угла квартала 207 (точка 3).
Южная граница. Начинается в точке 3 и идет на запад по южной стороне кварталов 207, 206, 205, 204 и заканчивается в юго-западном углу квартала 204 в точке 4.
Западная граница. Начинается в точке 4 и идет в северном направлении по западной стороне кварталов 204 и 184 до озера Бол. Суглукуль, затем продолжается по южной окраине озера Бол. Суглукуль выходит к юго-западному углу квартала 162. Далее поворачивает на север и проходит по западной стороне квартала 162 до точки 1.

## Объекты охраны
Памятник природы создан в целях обеспечения сохранности эталонного ландшафта водно-болотных комплексов, представленного низинными и верховыми олиготрофными болотами с эвтотрофными озёрами, а также редких видов растений и животных. К видам, занесенным в Красную книгу Тюменской области, относятся: липа сердцевидная, лилия кудреватая, вероника лекарственная, кубышка малая, кувшинка чисто-белая, волчик обыкновенный, кочедыжник женский, голокучник трёхраздельный. Из птиц здесь отмечен орлан-белохвост.
Допустимые виды использования — экскурсионно-туристическая, рекреационная деятельность (без создания инфраструктуры), сбор грибов и ягод, любительская рыбная ловля, охота. На территории памятника запрещаются все виды деятельности, способные нанести ущерб охраняемому объекту.

## Хозяйствующий объект
ГУ ТО «Ярковский лесхоз». 626050, Тюменская обл., с. Ярково, ул. Ленина, 4